# Amri
Amri – prehistoryczna osada zaliczana do cywilizacji doliny Indusu, datowana na IV tysiąclecie p.n.e. Zabudowę stanowiły domy z cegieł mułowych i kamieni. Powstała tutaj najstarsza znana sieć kanałów irygacyjnych w dolinie Indusu.